# Дитячий пісенний конкурс Євробачення 2024
Дитячий пісенний конкурс Євробачення 2024 (англ. Junior Eurovision Song Contest 2024, ісп. Festival de la Canción de Eurovisión Junior 2024) — 22-й дитячий пісенний конкурс Євробачення, що пройшло в Іспанії. Хоч пріоритетне право на проведення конкурсу мала Франція після перемоги Зої Клозюр на конкурсі 2023 року, Дитяче Євробачення після відмови країни-переможниці вперше відбулося в Іспанії.
Перемогу на конкурсі здобув представник Грузії Андрія Путкарадзе з піснею «To my mom». Друге місце посіла Вікторія Ніколь з композицією «Esperança», що представляла Португалію, а на третьому місці фінішував учасник від України Артем Котенко, який виконав пісню «Hear Me Now».

## Місце проведення
На відміну від Пісенного конкурсу Євробачення, країна-переможниця минулорічного Дитячого Євробачення не має автоматичного права приймати конкурс наступного року. Проте, починаючи з 2011 року (за винятком 2012, 2015, 2018 та 2024 років), проведення переможцями стало звичаєм, а з 2019 року країна-переможниця має право першочергової відмови у проведенні наступного Дитячого Євробачення. У 2015 році, Італія, яка перемогла Дитячому Євробаченні 2014, отримала право проводити конкурс, але зрештою відмовилася від нього, як і переможниця конкурсу 2017 року Росія.

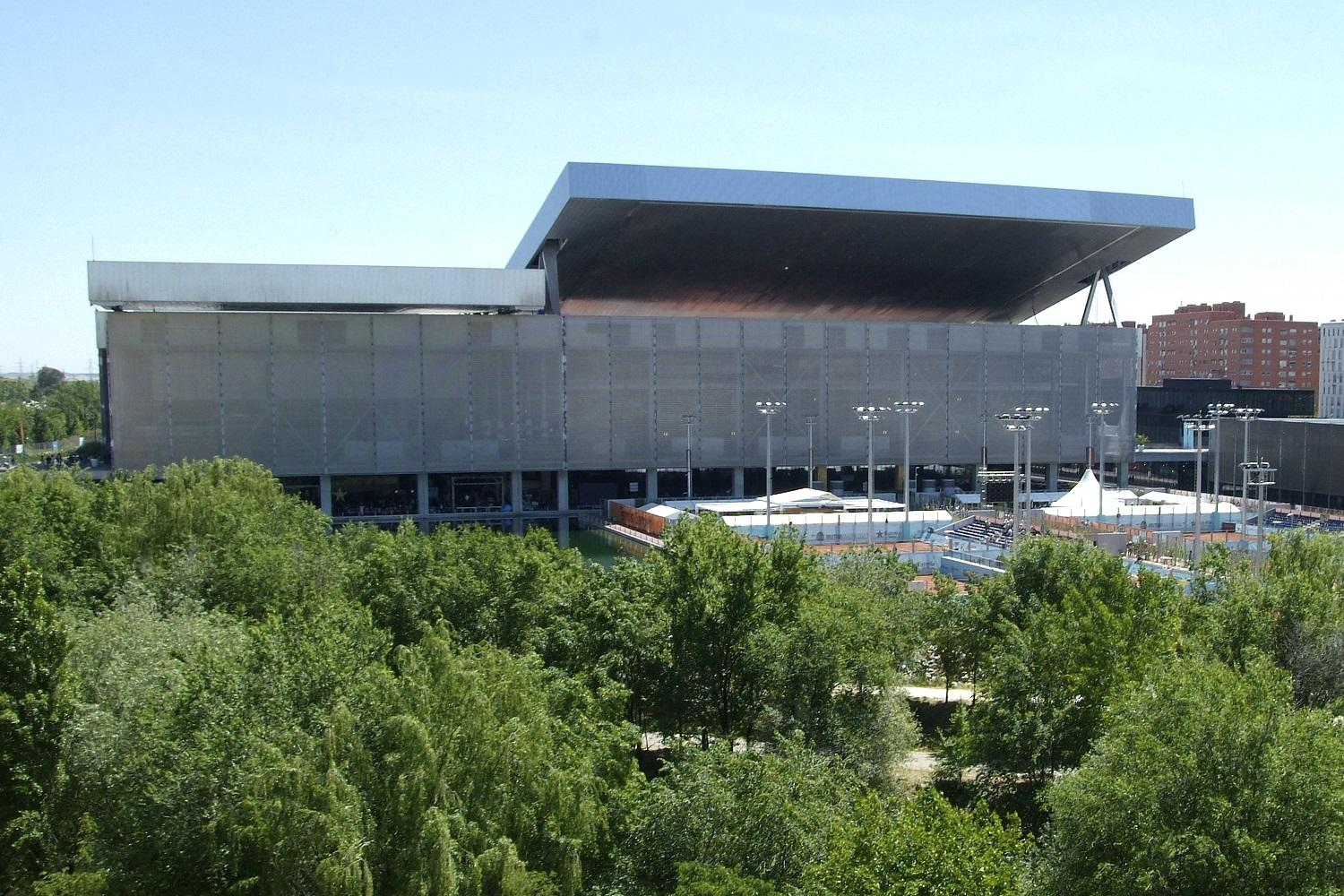
Caja Mágica, місце проведення конкурсу 2024 року

27 листопада 2023 року, після здобуття першості на домашньому Дитячому Євробаченні 2023, французька телекомпанія France Télévisions оголосила про перемовини з ЄМС щодо проведення конкурсу 2024 року, оскільки багато країн висловили зацікавленість у цьому. Також мовник заявив, що вони не хочуть «французьку монополію на дитяче Євробачення», оскільки вже організовували подію у власній країні двічі протягом останніх трьох років. Зрештою, Франція вирішила не приймати Дитяче Євробачення 2024, а 14 лютого 2024 року Іспанія, яка посіла друге місце, була оголошена країною-господаркою Дитячого Євробачення 2024.

### Етап вибору міста-господаря
Після підтвердження того, що Іспанія стала країною-господаркою Дитячого Євробачення 2024, женералітат Валенсії оголосив, що подасть заявку на проведення Дитячого Євробачення в місті Валенсійської громади. З 2022 року автономний регіон приймає Benidorm Fest, іспанський відбір на Пісенний конкурс Євробачення.
Мер Барселони Хауме Колбоні також висловив зацікавленість у проведенні заходу в місті, а згодом це зробив і мер Малаги Франсіско де ла Торре. Мадрид і Гранада також заявили про готовність стати містами-господарями Дитячого Євробачення 2024. Ана Марія Бордас, голова іспанської делегації на конкурсі, сказала, що мовник отримав кілька заявок і що рішення буде прийняте протягом наступних тижнів.
У середині березня було визначено, що Барселона, Валенсія, Гранада, Малага та Сарагоса будуть боротися за право прийняти Дитяче Євробачення. Однак невдовзі Сарагоса оголосила про відкликання своєї заявки через відсутність передбачуваного місця в період проведення конкурсу. У середині квітня неофіційно повідомлялося, що Барселона була учасницею процесу відбору, а Палау-Сант-Жорді розглядалося як потенційне місце проведення, але до кінця місяця місто зняло свою заявку через відсутність арени для проведення конкурсу наприкінці 2024 року.
RTVE та ЄМС запланували пресконференцію в Malmömässan у Мальме на 10 травня 2024 року під час Пісенного конкурсу Євробачення 2024, де було оголошене обране місто-господар. Ним виявився Мадрид, що не потрапив до раніше озвученого списку потенційних міст-господарів, а ареною стала Caja Mágica.

## Країни-учасниці
Перемога
     Друге місце
     Третє місце
     Останнє місце
| П/Н | Країна             | Виконавці         | Пісня                                          | Мова                      | Місце | Бали | Голосування | Голосування | Прим.         |
| П/Н | Країна             | Виконавці         | Пісня                                          | Мова                      | Місце | Бали | Онлайн      | Журі        | Прим.         |
| --- | ------------------ | ----------------- | ---------------------------------------------- | ------------------------- | ----- | ---- | ----------- | ----------- | ------------- |
| 1   | Італія             | Сімоне Ґранде     | «Pigiama Party» Піжамна вечірка                | італійська, англійська    | 9     | 98   | 46          | 52          |               |
| 2   | Естонія            | Аннабелль         | «Tänavad» Вулиці                               | естонська                 | 14    | 55   | 41          | 14          | [ 19 ]        |
| 3   | Албанія            | Ніколь Чабелі     | «Vallëzoj» Танець                              | албанська                 | 7     | 126  | 44          | 82          | [ 20 ]        |
| 4   | Вірменія           | Лео               | «Cosmic Friend» Космічний друг                 | вірменська, англійська    | 8     | 125  | 49          | 76          | [ 21 ]        |
| 5   | Кіпр               | Марія Піссарідес  | «Crystal Waters» Кришталеві води               | грецька, англійська       | 13    | 60   | 50          | 10          | [ 22 ]        |
| 6   | Франція            | Тітуан            | «Comme ci, comme ça» Як це, як те              | французька                | 4     | 177  | 74          | 103         | [ 23 ] [ 24 ] |
| 7   | Північна Македонія | Ана та Алексей    | «Marathon» Марафон                             | македонська, англійська   | 16    | 54   | 34          | 20          | [ 25 ]        |
| 8   | Польща             | Домінік Арім      | «All Together» Всі разом                       | польська, англійська      | 12    | 61   | 48          | 13          |               |
| 9   | Грузія             | Андрія Путкарадзе | «To My Mom» Моїй мамі                          | грузинська                | 1     | 239  | 59          | 180         | [ 26 ]        |
| 10  | Іспанія            | Хлоя Делароза     | «Como la Lola» Як Лола                         | іспанська                 | 6     | 144  | 64          | 80          | [ 27 ]        |
| 11  | Німеччина          | Б'ярне            | «Save the Best for Us» Збережіть краще для нас | німецька, англійська      | 11    | 71   | 57          | 14          |               |
| 12  | Нідерланди         | Stay Tuned        | «Music» Музика                                 | нідерландська, англійська | 10    | 91   | 57          | 34          |               |
| 13  | Сан-Марино         | Idols SM          | «Come noi» Як ми                               | італійська                | 17    | 47   | 46          | 1           | [ 28 ] [ 29 ] |
| 14  | Україна            | Артем Котенко     | «Hear Me Now» Почуй мене зараз                 | українська, англійська    | 3     | 203  | 81          | 122         | [ 30 ] [ 31 ] |
| 15  | Португалія         | Вікторія Ніколь   | «Esperança» Надія                              | португальська, іспанська  | 2     | 213  | 117         | 96          |               |
| 16  | Ірландія           | Еня Кокс Демпсі   | «Le chéile» Разом                              | ірландська                | 15    | 55   | 40          | 15          | [ 32 ] [ 33 ] |
| 17  | Мальта             | Рамірес Скіберрас | «Stilla ċkejkna» Маленька зірка                | мальтійська               | 5     | 153  | 79          | 74          |               |

## Інші країни

### Активні члени ЄМС
- Велика Британія — 21 червня 2024 року британська телекомпанія BBC підтвердила, що країна не братиме участі в конкурсі.[34] Попри те, що мовник офіційно не оголошував причину, через яку прийняв рішення відмовитися від участі[34], британський журналіст Адріан Бредлі припустив, що мовник це сталося через те, що «показники авдиторії не досягли очікуваних результатів протягом двох останніх конкурсів»[35].
- Литва — 3 листопада 2023 року LRT заявило, що країна не повернеться на Дитяче Євробачення у 2024 році, але транслюватиме конкурси 2023 та 2024 років і оцінить їхні рейтинги щодо можливого повернення у 2025-му[36]. Литва востаннє була учасницею Дитячого Євробачення у 2011 році.
- Норвегія — попри те, що країна не підтверджувала своє повернення на конкурс, 26 листопада 2023 року норвезька телекомпанія NRK дала позитивну відповідь на електронний лист із запитанням, чи буде транслювати Дитяче Євробачення 2024[37]. Пізніше Норвегія заявила про відмову від повернення на конкурс.
- Фінляндія — фінська телекомпанія Yle направила спостерігача Матті Мілляхо на Дитячий пісенний конкурс Євробачення 2023 року, щоб оцінити потенційну участь у майбутніх випусках. Фінляндія транслювала Дитяче Євробачення лише у 2003 році та ще жодного разу не брала в ньому участі[38]. Зрештою, Фінляндія повідомила, що не дебютує на конкурсі[39].
- Чорногорія — 7 січня 2024 року чорногорський мовник RTCG заявив що транслюватиме Пісенний конкурс Євробачення 2024 та Дитячий пісенний конкурс Євробачення 2024.[40] Однак, мовник не заявляв про свої плани щодо участі на дитячому Євробаченні 2024. Востаннє країна брала участь на конкурсі у 2015 році.

### Асоційовані члени ЄМС
- Казахстан — 26 листопада 2023 року, після фіналу конкурсу 2023 року, казахстанська телекомпанія Хабар висловила намір повернутися до Дитячого Євробачення у 2024 році, однак це залежить від офіційного запрошення від ЄМС[41]. Востаннє Казахстан брав участь у 2022 році.

### Не є членами ЄМС
- Білорусь — 1 липня 2021 року ЄМС призупинила роботу білоруської телекомпанії білоруської національної телекомпанії через придушення свободи ЗМІ в країні та незалежності телекомпанії[42]. 27 серпня 2021 року генеральний директор мовнику Іван Ейсмонт повідомив, що призупинення закінчується 1 липня 2024 року[43], що робило Дитяче Євробачення 2024 року найранішим можливим поверненням для країни. Однак у квітні 2024 року Європейська мовна спілка оголосила, що поточне призупинення членства БТРК є безстроковим і не закінчиться цього року[44].

## Трансляція
Усі мовники, що беруть участь, зобов'язані транслювати конкурс та можуть мати коментаторів на місці чи віддалено, які перекладають інформацію від ведучих та надають інформацію про голосування своїй місцевій аудиторії. Європейська мовна спілка також забезпечила міжнародну пряму трансляцію конкурсу через офіційний YouTube канал конкурсу без коментарів.
| Країна                      | Мовник             | Канал                               | Коментатор(и)                                 | Прим.                |
| Країни-учасниці             | Країни-учасниці    | Країни-учасниці                     | Країни-учасниці                               | Країни-учасниці      |
| --------------------------- | ------------------ | ----------------------------------- | --------------------------------------------- | -------------------- |
| Албанія                     | RTSH               | RTSH 1, RTSH Muzikë                 | Андрі Джаху                                   | [ 45 ]               |
| Вірменія                    | AMPTV              | 1TV                                 | Грачугі Утмазян та Севак Акопян               | [ 46 ]               |
| Грузія                      | GPB                | Перший спортивний канал             | Ніка Лобіладзе                                | [ 47 ]               |
| Естонія                     | ERR                | ETV2                                | Естонською: Марко Рейкоп                      | [ 48 ]               |
| Естонія                     | ERR                | ETV+                                | Російською: Олександр Хоботов та Юлія Календа | [ 49 ]               |
| Ірландія                    | TG4                | TG4                                 | Луїз Кантільон                                | [ 50 ]               |
| Іспанія                     | RTVE               | La 1, TVE Internacional             | Іспанською: Хулія Варела та Тоні Агілар       | [ 51 ] [ 52 ] [ 53 ] |
| Іспанія                     | RTVE               | Radio Nacional                      | Іспанською: Девід Асенсіо та Сара Кальво      | [ 51 ] [ 52 ] [ 53 ] |
| Іспанія                     | RTVE               | La 1, Ràdio 4                       | Каталанською: Соня Урбано та Ксаві Мартінес   | [ 51 ] [ 52 ] [ 53 ] |
| Італія                      | Rai                | Rai 2                               | Маріо Акампа, Сімоне Барлаам та Kaze          | [ 54 ] [ 55 ]        |
| Кіпр                        | CyBC               | RIK 2, RIK Sat                      | Киріакос Пастідес                             | [ 56 ]               |
| Мальта                      | PBS                | TVM                                 | Без коментарів                                | [ 57 ]               |
| Нідерланди                  | NPO/AVROTROS       | NPO Zapp через NPO 3                | Барт Аренс і Матеу Хінзен                     | [ 59 ]               |
| Нідерланди                  | NPO/AVROTROS       | NPO 2 Extra                         | Барт Аренс і Матеу Хінзен                     | [ 60 ]               |
| Німеччина                   | ARD/ZDF            | Kika                                | Consi                                         | [ 61 ]               |
| Німеччина                   | WDR                | MausLive через WDR 5                | Анніка Вітцель та Макс Плейт                  | [ 62 ]               |
| Північна Македонія          | MRT                | MRT 1                               | Елі Танасковська                              | [ 63 ]               |
| Польща                      | TVP                | TVP2, TVP Polonia                   | Артур Ожех                                    | [ 64 ] [ 65 ]        |
| Португалія                  | RTP                | RTP1, RTP África, RTP Internacional | Каріна Хорхе та Нуно Галопім                  | [ 66 ] [ 67 ]        |
| Сан-Марино                  | SMRTV              | San Marino RTV                      | Мірко Зані та Роберто Багаццолі               | [ 68 ]               |
| Україна                     | Суспільне Мовлення | Суспільне Культура                  | Тімур Мірошниченко                            | [ 69 ] [ 70 ]        |
| Франція                     | France Télévisions | France 2                            | Стефан Берн та Валентіна                      | [ 71 ]               |
| Країни, що не беруть участь |                    |                                     |                                               |                      |
| Литва                       | LRT                | LRT Plius                           | Рамунас Зільніс                               | [ 72 ]               |
| Люксембург                  | RTL                | RTL Zwee                            | Ерік Леман та Рауль Рус                       | [ 73 ]               |
| Хорватія                    | HRT                | HRT 2                               | Душко Чурлич та Ніка Туркович                 | [ 74 ]               |

## Нотатки
1. ↑  Неповна трансляція конкурсу, що почалась о 18:30 CET під час виступу Франції та зупинилась о 19:00, перед виступом Сан-Марино, після чого відновилась під час виступу України. Нідерланди повторно транслювали повну подію на NPO Zapp через NPO 3 наступного день через затримку та переривання прямої трансляції на вихідному каналі напередодні ввечері. Однак конкурс транслювалося повністю в прямому ефірі на NPO 2 Extra.[58]